# Granada antitanque n.º 68
La granada antitanque n.º 68 (en inglés: Grenade, Rifle No. 68 /AT) fue una granada antitanque de fusil británica, empleada durante la Segunda Guerra Mundial.

## Diseño
La investigación británica sobre municiones de carga hueca durante el periodo de entreguerras tuvo ciertos avances útiles, pero no dio origen a ningún proyectil. El desarrollo de la granada empezó a fines de 1939, después de una demostración de granadas antitanque de fusil y obuses organizada para una comisión militar británica en el terreno de pruebas del Ejército suizo de Thun. Los proyectiles disparados en la demostración habían sido diseñados por Henry Mohaupt. Adivinando que los proyectiles de Mohaupt empleaban el principio de carga hueca, los británicos abandonaron las negociaciones y empezaron el desarrollo de una granada de fusil a partir de sus investigaciones previas.
La n.º 68 fue un primigenio modelo de granada de carga hueca y algunos autores afirman que fue el primer proyectil HEAT que entró en servicio. El diseño de la ojiva era sencillo y capaz de penetrar 52 mm (2 pulgadas) de blindaje en 1940.
La espoleta de la granada era activada al retirar el pasador de su cola, el cual evitaba que el percutor fuese lanzado hacia adelante. La granada era lanzada desde una bocacha lanzagranadas. Sus sencillas aletas le ofrecían cierta estabilidad en vuelo y, si la granada impactaba el blanco en el ángulo adecuado (90°), la carga explosiva sería eficaz. La detonación tenía lugar al impactar, cuando un percutor en la cola de la granada vencía la resistencia de un resorte y era lanzado hacia adelante contra un detonador hueco.
Al igual que con la bomba Mills n.º 36M, para su lanzamiento se empleaba un fusil Lee-Enfield n.º 1 EY especialmente adaptado, frecuentemente convertido a partir de un fusil que era inadecuado para uso general y se le había aplicado el marcaje "DP" (Drill purpose; para fines de entrenamiento, en inglés). El sufijo "EY" (abreviación de EmergencY) indicaba que solamente podía disparar cartuchos estándar en situaciones de emergencia. Los fusiles modificados fueron reforzados con la adición de un perno extra para asegurar el cajón de mecanismos a la culata, así como una cuerda enrollada alrededor del guardamanos. Se requería un cartucho de fogueo cargado con balistita para lanzar la granada. Esta era mantenida en su lugar por la bocacha lanzagranadas n.º 1 Mk I de 63,5 mm. Cuando la granada entró en servicio con la Home Guard, fueron introducidos el Adaptador n.º 1 y el Lanzador n.º 2 Mk I, los cuales permitían lanzar granadas desde el fusil M1917 Enfield con el cual estaban equipados, a pesar de que un manual contemporáneo advertía que los fusiles empleados para lanzar granadas probablemente serían "algo inadecuados como armas de precisión".

## Historial de combate
La granada n.º 68 entró en servicio con el Ejército Británico en noviembre de 1940. Sin embargo, no demostró ser mucho mejor que el inadecuado fusil antitanque Boys y no podía ser mejorada, ya que el tamaño de su carga explosiva estaba limitado por el diámetro de la bocacha lanzagranadas. Entró en servicio con la Home Guard en febrero de 1941 y figuró en sus arsenales hasta su disolución en 1944.